# Umberto Cornetti
Umberto Cornetti (Reggio Emilia, 14 novembre 1903 – Reggio Emilia, 14 maggio 1978) è stato un calciatore italiano, di ruolo mediano.

## Carriera
Giocò in Divisione Nazionale nella Reggiana, dove tuttavia non riuscì a conquistare un posto da titolare.